# Cobeta
Cobeta est une commune d'Espagne de la province de Guadalajara dans la communauté autonome de Castille-La Manche.

## Géographie
Le terrain autour de Cobeta est vallonné au sud, mais plat au nord. Le point le plus élevé des environs, à 1 205 mètres d'altitude, est situé à 1 km au nord de Cobeta.
La région autour de Cobeta est presque inhabitée, avec moins de deux habitants par kilomètre carré. Il y pousse essentiellement une végétation de savane, bien que la région compte un nombre exceptionnellement élevé de sources d'eau. 
La commune la plus proche, Corduente, est située à 14 kilomètres à l'est de Cobeta. 
Un climat froid de steppe prévaut dans la région. La température annuelle moyenne dans la zone est de 12 °C. En juillet, mois le plus chaud, la température moyenne atteint 24 °C ; en janvier, le plus froid, elle plonge à 0 °C.
La pluviométrie moyenne annuelle est de 681 millimètres. Le mois le plus pluvieux est avril, avec une moyenne de 91 mm de précipitations, et le plus sec est août, avec 19 mm de pluie.

## Histoire
Ses origines remontent à la repopulation chrétienne de la région et se développe, dès lors, sous la domination de la famille Lara. 
En 1153, Don Manrique et son épouse Doña Ermesenda soumettent Cobeta au chapitre de la cathédrale de Sigüenza.